# 4487 Pocahontas
A 4487 Pocahontas (ideiglenes jelöléssel 1987 UA) egy földközeli kisbolygó. Carolyn Shoemaker fedezte fel 1987. október 17-én.